# Charles Upson Clark
Charles Upson Clark (n. 14 ianuarie 1875, Springfield, Massachusetts – d. 9 septembrie 1960, New York) a fost un istoric american, profesor la Columbia University. El este cunoscut ca fiind cel care a descoperit Barberini Codex (Badianus Manuscript), cea mai veche lucrare botanică aztecă  păstrată până în zilele noastre.

## Biografie
Charles Upson Clark s-a născut în familia lui Edward Perkins Clark și Catharine Pickens Upson. A obținut un doctorat în limba latină la Universitatea Yale (1897). Și-a continuat studiile la München, Roma și Paris. În timpul primului război mondial, a lucrat în serviciul de informații al armatei americane.
În anul 1919, a acceptat o invitație a Guvernului României și a venit pentru prima dată în România. A mai vizitat România de opt ori între 1921 și 1940. A susținut cursuri și conferințe la universitățile din Chișinău, Timișoara și Cluj.
S-a documentat în ceea ce privește geografia, istoria, cultura și arta românească, învățând limba română. A fost ales ca membru de onoare al Academiei Române .
În cursul vieții, a fost autor al mai multor cărți pe o varietate de subiecte. Printre subiectele abordate de el sunt istoria Indiilor de Vest de Antonio Vázquez de Espinosa tradusă în engleză și istoria modernă a României. El a colaborat și cu Școala Americană de Studii Clasice din Roma, unde a deținut funcția de director de studii clasice și arheologie (până în 1910).

## Lucrări publicate
- The Text Tradition of Ammianus Marcellinus (1904)
- Greater Roumania (Dodd, Mead and Company, 1922)
- Bessarabia, Russia and Roumania on the Black Sea (Dodd, Mead and Company, 1927)
- United Roumania. The Minorities Problem (New York, 1932)
- Racial aspects of Romania's case (Caxton Press, New York, 1941)